# William Gibbs Bartleet
Pour les articles homonymes, voir Gibbs.
William Gibbs Bartleet, né en 1829 à Handsworth et mort le 10 mars 1906, est un architecte victorien anglais.

## Biographie
Bartleet est né à Handsworth. Il s'installe à Brentwood (Essex), au début des années 1860, puis à Beckenham. Durant sa carrière, il réside à Old Broad Street, dans la Cité de Londres, et à Brentwood.
Il est géomètre honoraire de l'hôpital allemand de Dalston, où il est mentionné comme ayant effectué d'importantes réparations en 1857. 
En 1870, il ajoute un chœur et un transept sud à l'église Saint-Sauveur d'Alexander Dick Gough (en), à Herne Hill (construite en 1856, démolie en 1981). À Upminster, il reconstruisit en grande partie l'église médiévale de Saint-Laurence en 1863, et, en 1872-1873, remodela Hill Place pour Temple Soanes dans un style gothique sobre, en briques rouges diaprées avec des parements en pierre. Il agrandit ou reconstruisit également les églises de Sainte-Marie à Dunton (Essex), Sainte-Marie-la-Vierge à Shenfield et Saint-Michel et tous les Anges à Wilmington (Kent).
À Londres, il construit des bureaux pour la Promoter Life Assurance Company dans un style néo-Renaissance à Fleet Street, et en 1873, rénove une paire de maisons mitoyennes du XVIIIe siècle à Henrietta Street, Covent Garden, dans un style italien pour la London and County Bank. Il conçoit plusieurs autres succursales pour la banque, dont une à Guildford (1886). À Chigwell, dans l'Essex, il conçoit Woodlands (rebaptisé plus tard Woodview) comme une grande maison de campagne pour le magnat de la brasserie, Philip Savill, en 1881.
Entre 1885 et 1887, il entreprend une reconstruction grandiose de l'église Saint-Georges de Beckenham (1885-1887), autrefois une « humble église de village médiévale ». La tour, cependant, n'est achevée qu'en 1902-1903.
Son fils, Sydney Francis Bartleet (vers 1879-1927), également architecte, est intégré au partenariat en 1891.